# Jean Marie Julien Balland
Jean Marie Julien Balland (Bué, 26 luglio 1934 – Lione, 1º marzo 1998) è stato un cardinale e arcivescovo cattolico francese.

## Biografia
Nacque a Bué il 26 luglio 1934. Entrato in seminario, frequentò poi la Pontificia Università Gregoriana di Roma, conseguendo la licenza in filosofia, nel 1956, e in teologia. Alla Sorbona di Parigi conseguì il dottorato in filosofia e teologia. Fu ordinato sacerdote il 3 settembre 1961. Papa Giovanni Paolo II lo elevò al rango di cardinale nel concistoro del 21 febbraio 1998. Morì il 1º marzo 1998 all'età di 63 anni per un cancro ai polmoni.

## Genealogia episcopale e successione apostolica
La genealogia episcopale è:
- Cardinale Scipione Rebiba
- Cardinale Giulio Antonio Santorio
- Cardinale Girolamo Bernerio, O.P.
- Arcivescovo Galeazzo Sanvitale
- Cardinale Ludovico Ludovisi
- Cardinale Luigi Caetani
- Cardinale Ulderico Carpegna
- Cardinale Paluzzo Paluzzi Altieri degli Albertoni
- Papa Benedetto XIII
- Papa Benedetto XIV
- Papa Clemente XIII
- Cardinale Marcantonio Colonna
- Cardinale Hyacinthe Sigismond Gerdil
- Cardinale Giulio Maria della Somaglia
- Cardinale Carlo Odescalchi, S.I.
- Cardinale Costantino Patrizi Naro
- Cardinale Lucido Maria Parocchi
- Papa Pio X
- Vescovo Alcime-Armand-Pierre-Marie Gouraud
- Vescovo Adolphe-Yves-Marie Duparc
- Vescovo Edouard-Gabriel Mesguen
- Cardinale Joseph-Charles Lefèbvre
- Vescovo Pierre-Abel-Louis Chappot de la Chanonie
- Arcivescovo Charles-Marie-Paul Vignancour
- Cardinale Jean Marie Julien Balland

La successione apostolica è:
- Vescovo François Gourguillon (1992)